# Beutelius mastersi
Beutelius mastersi (лат.) — вид жуков из семейства Ommatidae. Обитают в Австралии, во внутренних областях Нового Южного Уэльса и Квинсленда.

## Описание
Длина 7,5-12 мм. Длина тела в 2,7 раза больше ширины. Тело покрыто темно-коричневыми и белыми ребристыми чешуйками.
Облик сходен с Beutelius reidi, но они четко различаются по форме апико-мезальной выемки, которая узко открыта у Beutelius reidi и широко открыта у Beutelius mastersi.